# Кац, Элиас
Элиас Кац (фин. Elias Katz; 22 июня 1901 — 24 декабря 1947) — финский легкоатлет, еврей по национальности, олимпийский чемпион.
Элиас Кац родился в 1901 году в Турку (Великое княжество Финляндское). В 1924 году на Олимпийских играх в Париже он завоевал серебряную медаль в беге на 3000 м с препятствиями, а также золотую медаль в командной гонке на 3000 м.
После Олимпиады Элиас Кац переехал в Берлин и стал тренироваться в спортивном клубе «Шимон Бар-Кохба». В 1933 году ему пришлось покинуть Германию из-за антисемитской политики властей, и он эмигрировал в Палестину, где стал работать в спортивном клубе «Маккаби».
Элиас Кац погиб от арабской пули в декабре 1947 года неподалёку от Газы во время войны за независимость Израиля.